# 德米特里耶夫斯基街站
德米特里耶夫斯基街站（羅馬化：Ulitsa Dmitrievskogo）是莫斯科地鐵涅克拉索夫卡線的一個車站，在2019年6月3日啟用。
初步規劃時，計劃站名為薩爾蒂科夫街。2014年9月，負責命名市政建築的委員會通過站名改為德米特里耶夫斯基街。站名的街道來自博里斯·德米特里耶夫斯基中尉，以他在第二次世界大戰的表現獲認定為蘇聯英雄。